# Bleach (sezonul 2)
Bleach Sezonul 2 – Soul Society: Intrarea (2005)
Episoadele din sezonul doi al seriei anime Bleach se bazează pe seria manga Bleach de Tite Kubo. Sezonul doi din Bleach, serie de anime, este regizat de Noriyuki Abe și produs de Studioul Pierrot și TV Tokyo și a început să fie difuzat pe data de 1 martie 2005 la TV Tokyo și s-a încheiat la data de 19 iulie 2005.
Episoadele din sezonul doi al seriei anime Bleach fac referire la Ichigo Kurosaki și prietenii săi în călătoria către Soul Society, în scopul de a salva Shinigamiul Rukia Kuchiki de la execuția ei iminentă.

## Lista episoadelor
| Nr. Ep. Original | Nr. Ep. Serie | Nr. Ep. Sezon | Titlu                                             | Apariție        |
| ---------------- | ------------- | ------------- | ------------------------------------------------- | --------------- |
| 21               | 21            | 1             | Intrare! Lumea Shinigami                          | 1 martie 2005   |
| 22               | 22            | 2             | Omul care urăște shinigami                        | 8 martie 2005   |
| 23               | 23            | 3             | Sentința lui Rukia înainte de a 14-a zi           | 15 martie 2005  |
| 24               | 24            | 4             | Adunare! Cele 13 brigăzi                          | 22 martie 2005  |
| 25               | 25            | 5             | Penetrați centrul cu o bombă enormă?              | 29 martie 2005  |
| 26               | 26            | 6             | Formație! Jocul de-a prinselea                    | 5 aprilie 2005  |
| 27               | 27            | 7             | Eliberarea loviturii mortale!                     | 12 aprilie 2005 |
| 28               | 28            | 8             | Orihime e atacată                                 | 19 aprilie 2005 |
| 29               | 29            | 9             | Descoperire! Scăparea din prinsoarea shinigamilor | 26 aprilie 2005 |
| 30               | 30            | 10            | Confruntarea lui Renji                            | 3 mai 2005      |
| 31               | 31            | 11            | Calea de a ucide                                  | 10 mai 2005     |
| 32               | 32            | 12            | Stelele și vagabonzii                             | 17 mai 2005     |
| 33               | 33            | 13            | Miracol! Noul erou misterios                      | 26 mai 2005     |
| 34               | 34            | 14            | Tragedia din zori                                 | 1 iunie 2005    |
| 35               | 35            | 15            | Asasinarea lui Aizen! Întunericul ce se apropie   | 7 iunie 2005    |
| 36               | 36            | 16            | Kenpachi Zaraki abordează!                        | 14 iunie 2005   |
| 37               | 37            | 17            | Motivul din spatele pumnului                      | 21 iunie 2005   |
| 38               | 38            | 18            | Disperare! Încrederea în Zangetsu                 | 28 iunie 2005   |
| 39               | 39            | 19            | Omul nemuritor                                    | 5 iulie 2005    |
| 40               | 40            | 20            | Acel shinigami din trecutul lui Ganju             | 12 iulie 2005   |
| 41               | 41            | 21            | Reuniune, Ichigo și Rukia                         | 19 iulie 2005   |